# 吉野さくら
吉野 さくら（よしの さくら、1986年8月3日 - ）は、日本のAV女優。
出身地：茨城県。身長：151cm 、スリーサイズ：B82・W56・H83 、Bカップ。

## 略歴
2007年12月「新人×ギリギリモザイク 新人ギリギリモザイク」でエスワンよりAVデビュー。

## 人物
- 趣味：映画鑑賞

## 作品

### アダルトビデオ
- 新人×ギリギリモザイク 新人ギリギリモザイク（2007年12月7日）
- ギリギリモザイク パイパン無限絶頂！激イカセFUCK（2008年1月7日）